# Centrale limietstelling

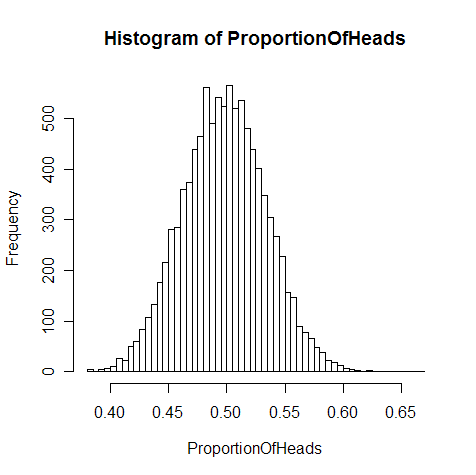
Histogram van de fractie "kruis" bij 200 worpen met een eerlijke munt in 10000 experimenten

Met centrale limietstelling worden in de kansrekening stellingen aangeduid
over de zwakke convergentie van sommen van onderling onafhankelijke stochastische variabelen. De naam duidt erop dat het stellingen zijn die een centrale plaats innemen in de kansrekening. De term is afkomstig van György Pólya in zijn artikel: "Über den zentralen Grenzwertsatz der Wahrscheinlichkeitsrechnung und das Momentenproblem" uit 1920.
De bekendste daarvan, aangeduid als de centrale limietstelling of stelling van Lindeberg-Levy, geeft aan dat de som van een groot aantal onderling onafhankelijke en gelijk verdeelde stochastische variabelen met eindige variantie bij benadering een normale verdeling heeft. De variabelen zelf behoeven daarvoor geen normale verdeling te hebben. 
Andere centrale limietstellingen zijn generalisaties hiervan. Bij sommige is de sterke voorwaarde van gelijke verdeling afgezwakt tot bijvoorbeeld de Lindeberg-conditie of de Ljapunov-conditie. Bij andere is ook de onafhankelijkheid losgelaten en is een zwakke afhankelijkheid toegestaan tussen de stochastische variabelen.
Wat voor een som geldt, is ook van toepassing op het gemiddelde. Als de som van een aantal variabelen (bij benadering) normaal verdeeld is, is uiteraard ook hun gemiddelde (bij benadering) normaal verdeeld.
In het algemeen wordt de centrale limietstelling gebruikt ter rechtvaardiging van het gebruik van de normale verdeling. Dit is terecht voor gemiddelden van voldoende grote aantallen.

## De centrale limietstelling
Laat {\displaystyle X_{1},X_{2},\ldots } een rij onderling onafhankelijke en gelijkverdeelde stochastische variabelen zijn met eindige standaardafwijking {\displaystyle \sigma }, verwachting {\displaystyle \mu } en alle gedefinieerd op hetzelfde domein. Dan geldt:
{\displaystyle \lim _{n\to \infty }P\left({\frac {\sum _{k=1}^{n}X_{k}-n\mu }{\sigma {\sqrt {n}}}}\leq z\right)=\Phi (z)},
waarin {\displaystyle \Phi } de verdelingsfunctie van de standaardnormale verdeling is.

Dit betekent dat de verdeling van de gestandaardiseerde partiële sommen
{\displaystyle {\frac {S_{n}-n\mu }{\sigma {\sqrt {n}}}}},
met
{\displaystyle S_{n}=\sum _{k=1}^{n}X_{k}},
nadert naar de standaardnormale verdeling.
Gelijkwaardig daarmee kan men ook zeggen dat het steekproefgemiddelde
{\displaystyle {\overline {X}}_{n}={\frac {1}{n}}S_{n}}
bij benadering normaal verdeeld is met verwachting μ en standaardafwijking {\displaystyle \sigma /{\sqrt {n}}}.

### Bewijs
Het hier volgende bewijs van de stelling berust op het gebruik van karakteristieke functies. Het oorspronkelijke bewijs door Lindeberg, die nog niet over karakteristieke functies beschikte, was 21 pagina's lang.
Iedere karakteristieke functie {\displaystyle \varphi } van een verdeling met verwachting 0 en variantie 1, kan in de omgeving van 0 ontwikkeld worden als:
{\displaystyle \varphi (t)=1-{\tfrac {1}{2}}t^{2}+o(t^{2})}
De karakteristieke functie {\displaystyle \varphi _{n}} van de gestandaardiseerde som:
{\displaystyle {\frac {\sum _{k=1}^{n}X_{k}-n\mu }{\sigma {\sqrt {n}}}}}
is dan:
{\displaystyle \varphi _{n}(t)=\left[\varphi \left({t \over {\sqrt {n}}}\right)\right]^{n}=\left[1-{t^{2} \over 2n}+o\left({t^{2} \over n}\right)\right]^{n}}
Daarvoor geldt:
{\displaystyle \lim _{n\to \infty }\varphi _{n}(t)=e^{-{\frac {1}{2}}t^{2}}},
wat juist de karakteristieke functie van de standaardnormale verdeling is. Maar dan convergeert ook de verdeling van de gestandaardiseerde sommen naar de N(0,1)-verdeling.

### Opmerking
Als de X'en normaal verdeeld zijn, is er geen reden de stelling toe te passen. Elke partiële som en steekproefgemiddelde is dan exact normaal verdeeld.

## Voorbeeld (normale benadering)
Een experiment wordt onafhankelijk van de vorige keren herhaald. De uitkomst kan steeds "succes" of "mislukking" zijn. De kans op succes is {\displaystyle p}. De stochastische variabele {\displaystyle X_{k}} neemt de waarde 1 aan als het {\displaystyle k}-e experiment een succes was en anders de waarde 0. De rij stochastische variabelen voldoen aan de voorwaarden van de stelling, met {\displaystyle \mu =p} en {\displaystyle \sigma ^{2}=p(1-p)}. De som:
{\displaystyle S_{n}=\sum _{k=1}^{n}X_{k}}
is dus bij benadering normaal verdeeld, met verwachting {\displaystyle np} en variantie {\displaystyle np(1-p)}.
De exacte verdeling van {\displaystyle S_{n}} is de binomiale verdeling met parameters {\displaystyle n} en {\displaystyle p.}
De centrale limietstelling laat dus zien hoe de binomiale verdeling benaderd kan worden door een normale verdeling. Dit voorbeeld is ook de inhoud van de stelling van De Moivre-Laplace waarvan het toenmalige bewijs niet stoelt op de centrale limietstelling.